# Праисторическа Британия
Най-ранните сведения за обитаване на днешната територия на Обединеното кралство от хора са отпреди 230 хиляди години. Това са неандерталци с раннопалеолитна култура. С последвалите заледявания изглежда хората изчезват от Британските острови, за да се заселят отново трайно около 10 хилядолетие пр.н.е., пренасяйки от континента мезолитната култура.
Неолитът на Британските острови настъпва през първата половина на 4 хилядолетие пр.н.е., първоначално в южните области, а след това и на север. От този период са запазени множество мегалитни паметници, сред които е известният Стоунхендж. Металите започват да се използват в средата на 3 хилядолетие пр.н.е., но издигането на мегалити продължава и през бронзовата епоха. Между 500 и 1500 г. пр.н.е. келтски племена мигрират от Централна Европа и Франция на Британските острови и се смесват с местните жители. С разпространението на тяхната култура се свързва и началото на желязната епоха в средата на 8 век пр.н.е..